# Aedophron monotonia
Aedophron monotonia là một loài bướm đêm trong họ Noctuidae.